# Адам, Бенно
Бе́нно А́дам (15 июля 1812 — 9 марта 1892) — немецкий художник-анималист, работавший в Мюнхене.

## Биография
Начал свою художественную деятельность с литографирования произведений своего отца, баталиста Альбрехта Адама, но потом стал заниматься под его руководством анималистической живописью, и вскоре выказал такое уменье изображать животных в спокойствии, движении и с комической стороны, что был прозван «немецким Ландсиром». 
К числу наиболее удачных его картин принадлежат: «Охота на оленя на морском берегу», «Продажа скота в горной Баварии» и «Раненый солдат с собакой на поле битвы».
Его сын Эмиль также был художником.
Бенно Рафаэль Адам умер в 1892 году в Кельхайме. Его гробница находится на старом южном кладбище в Мюнхене.

## Галерея

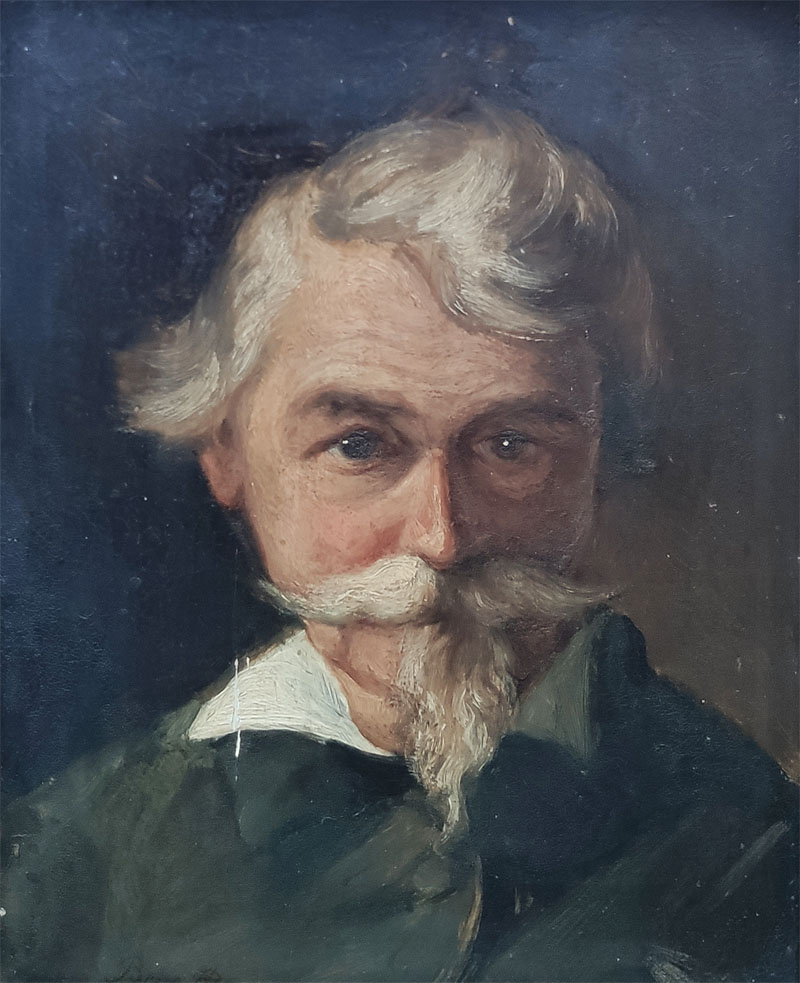
Автопортрет
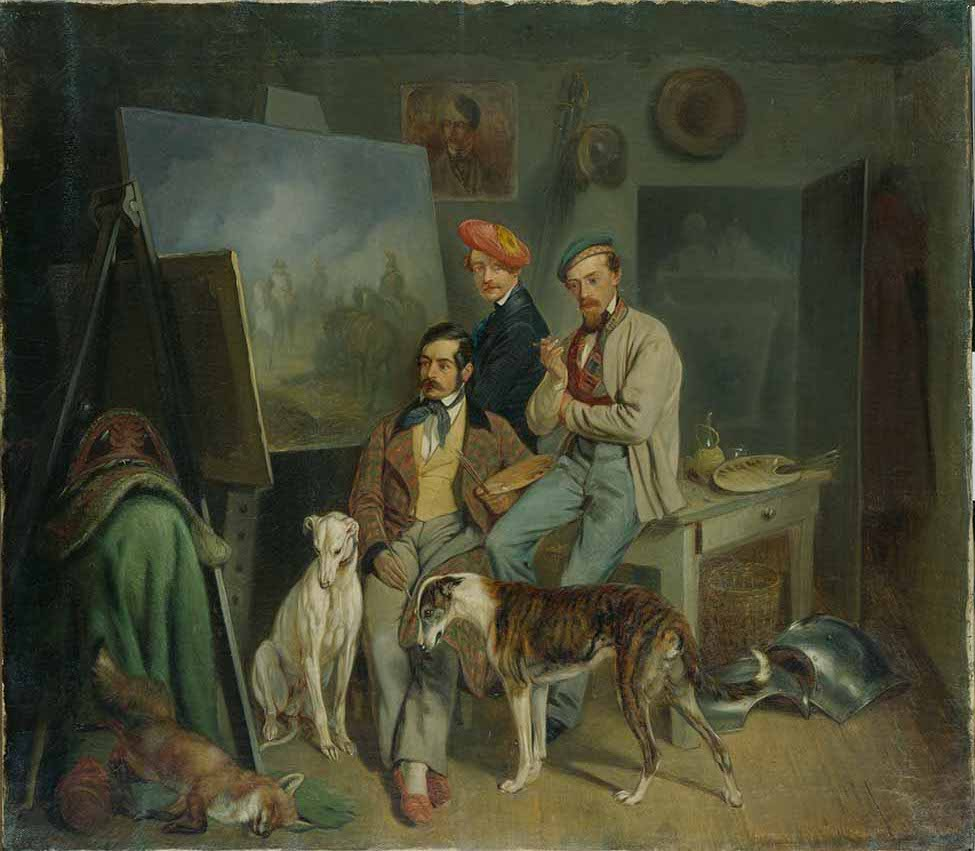
Автопортрет с братьями
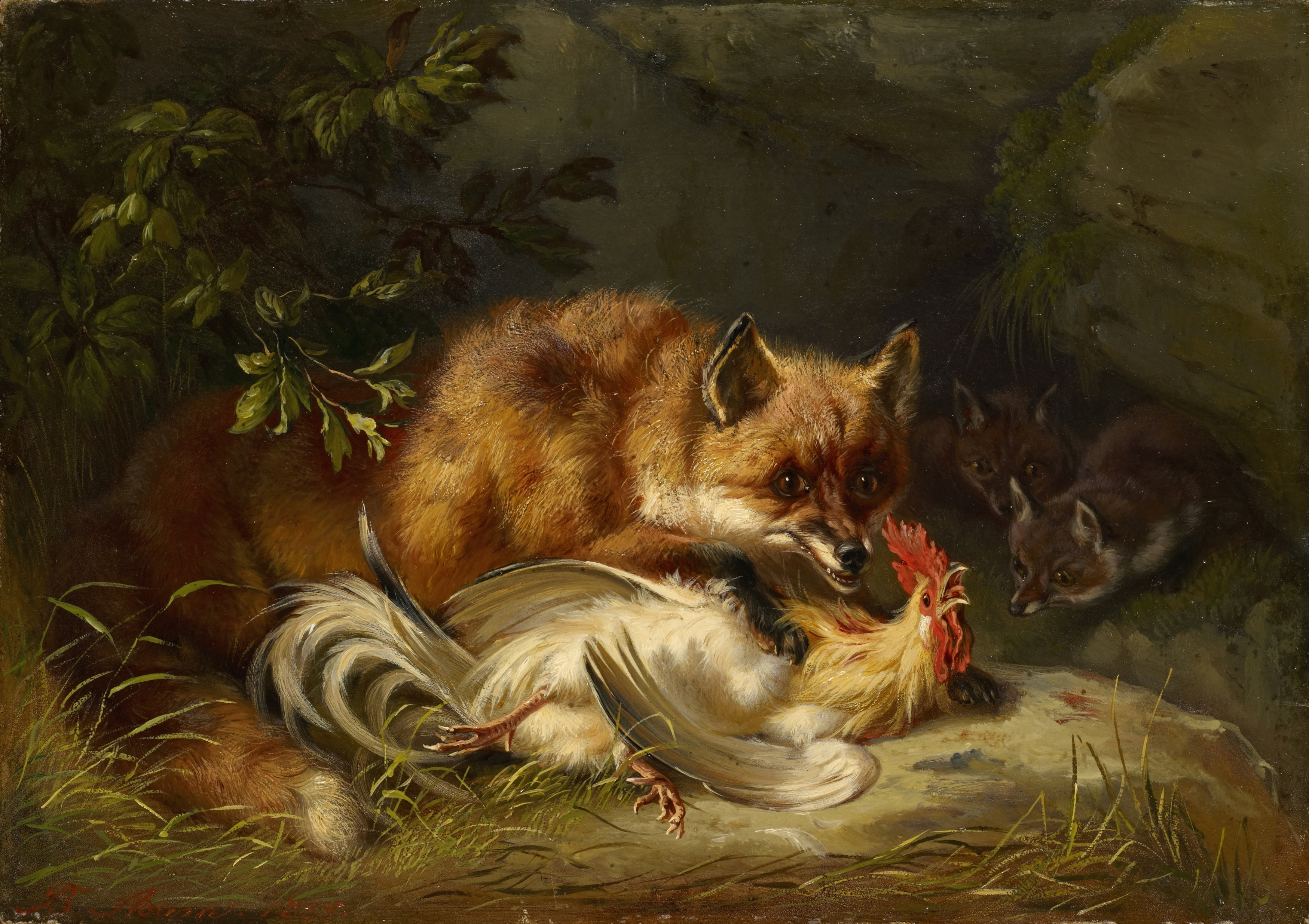
Лисица и петух
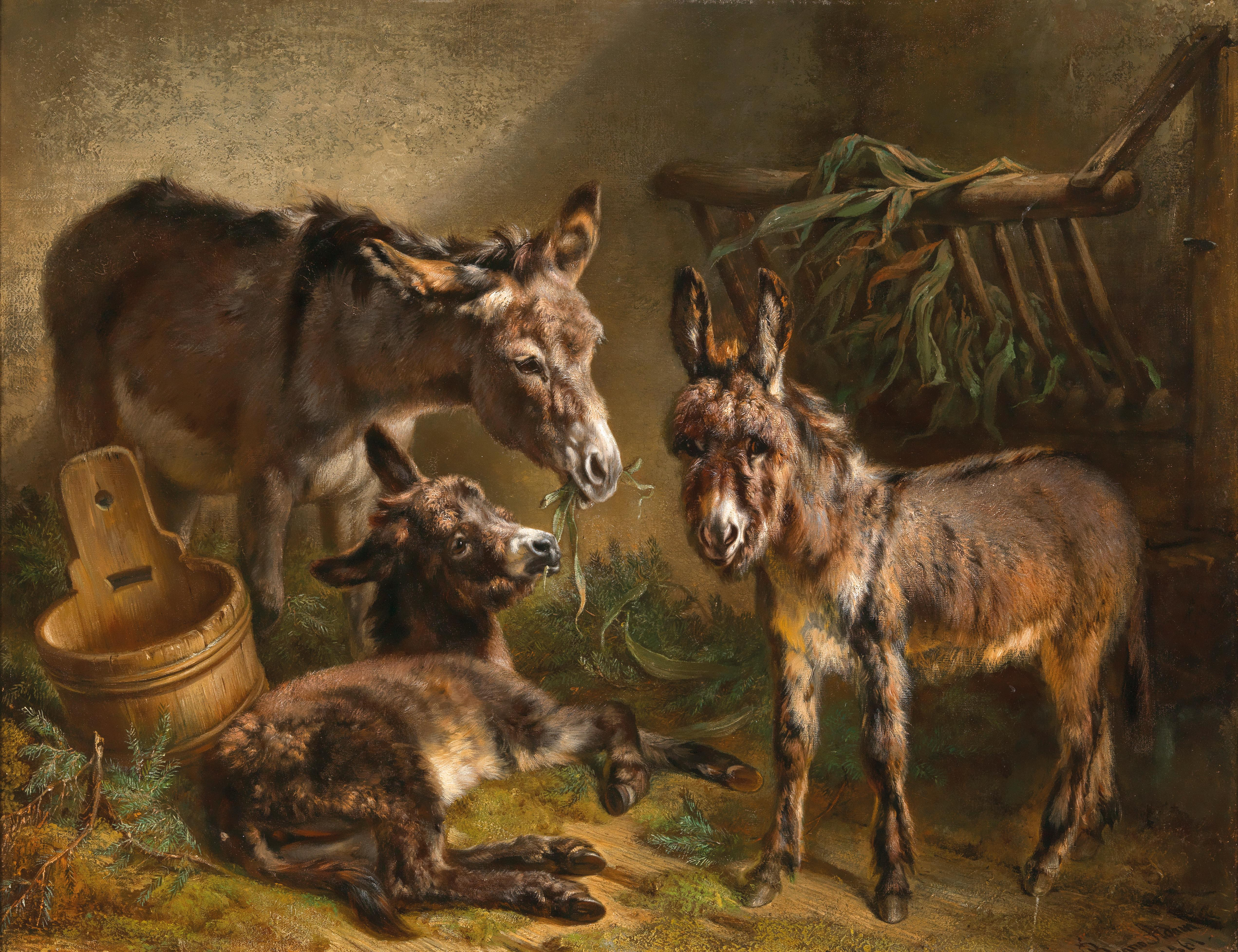
Ослики в стойле
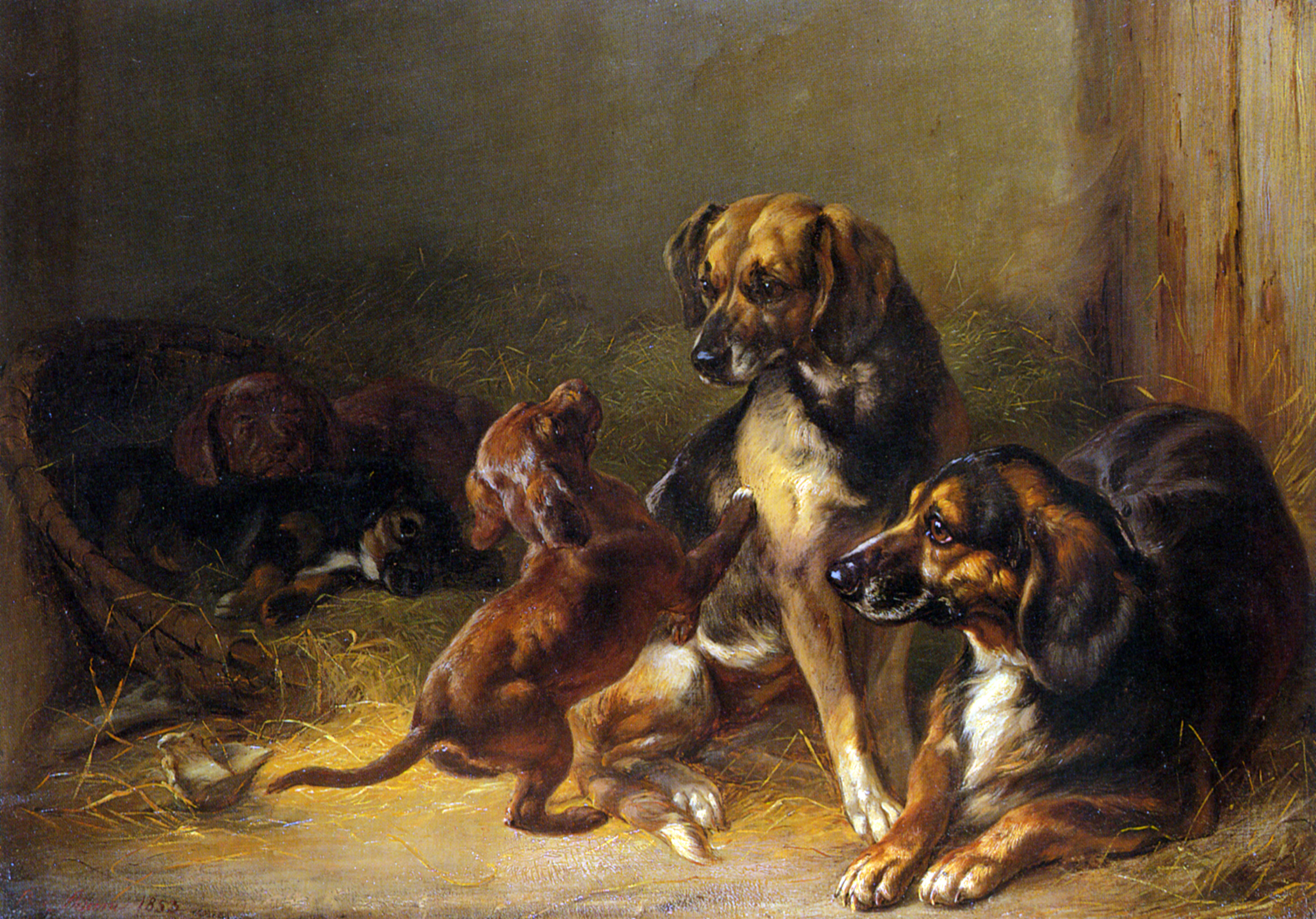
Собаки со щенками
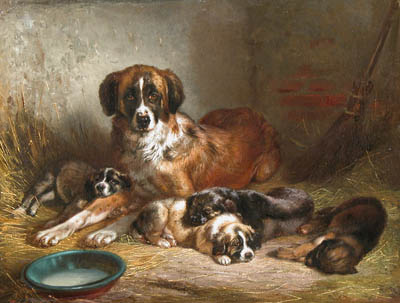
Бернский зенненхунд со щенками
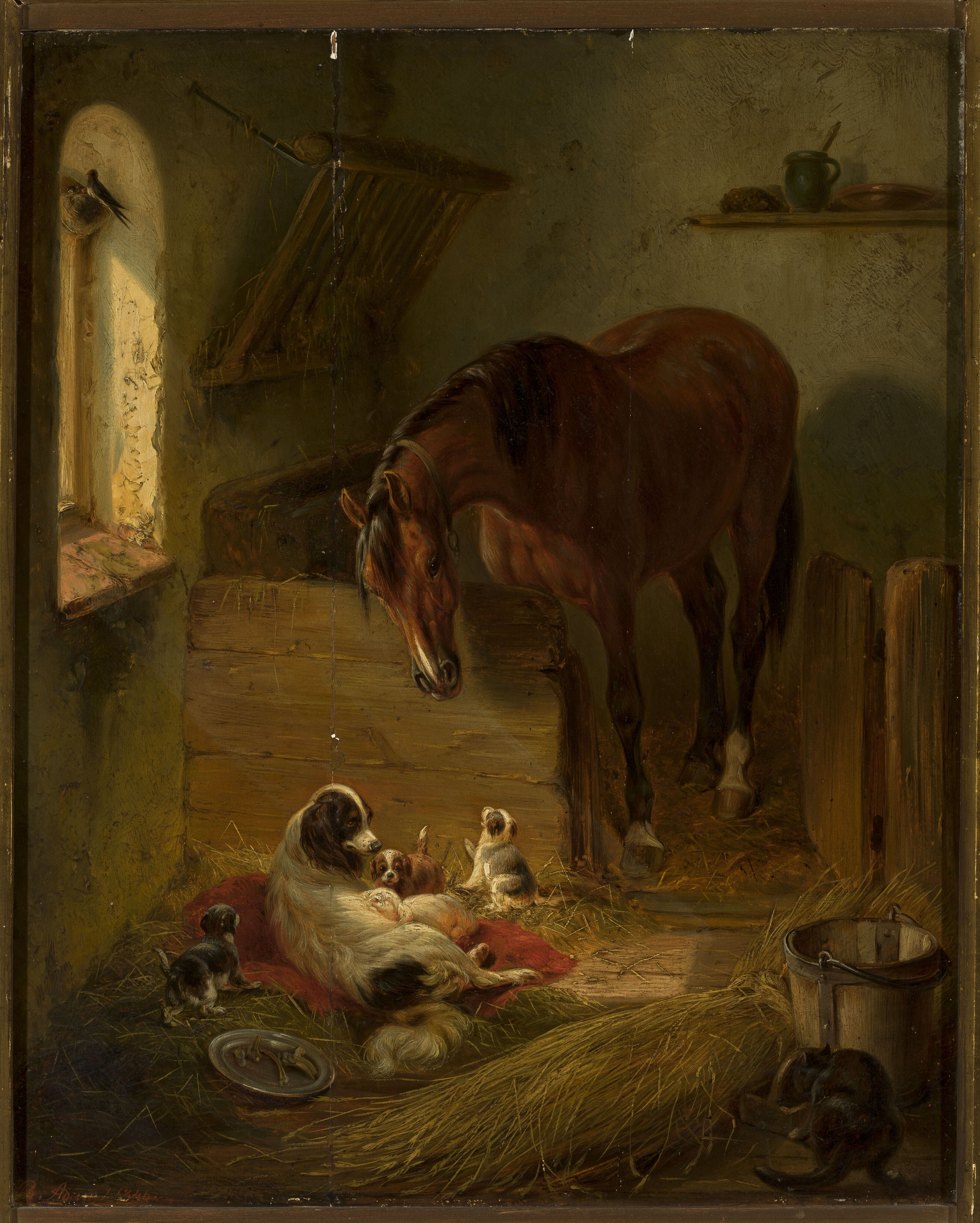
Деревенская конюшня (кошка, собаки, ласточки и лошадь)
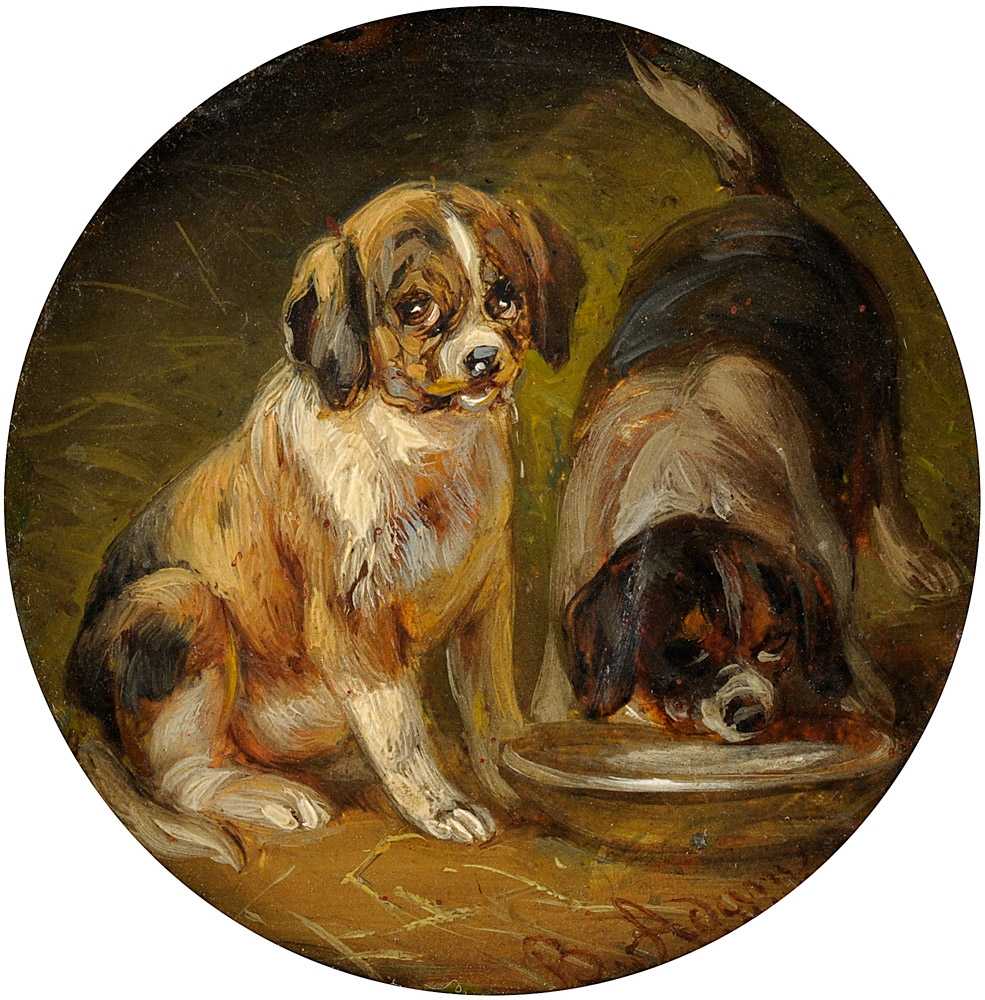
Два друга
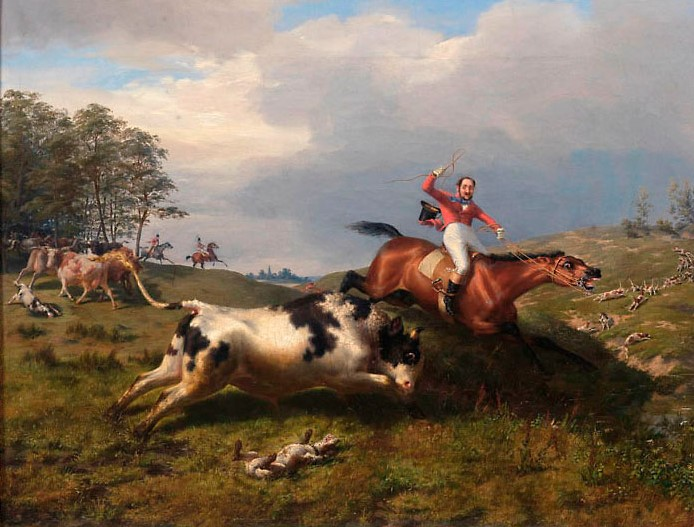
Домашний бык, отбившийся от стада, атакует охотника на лис
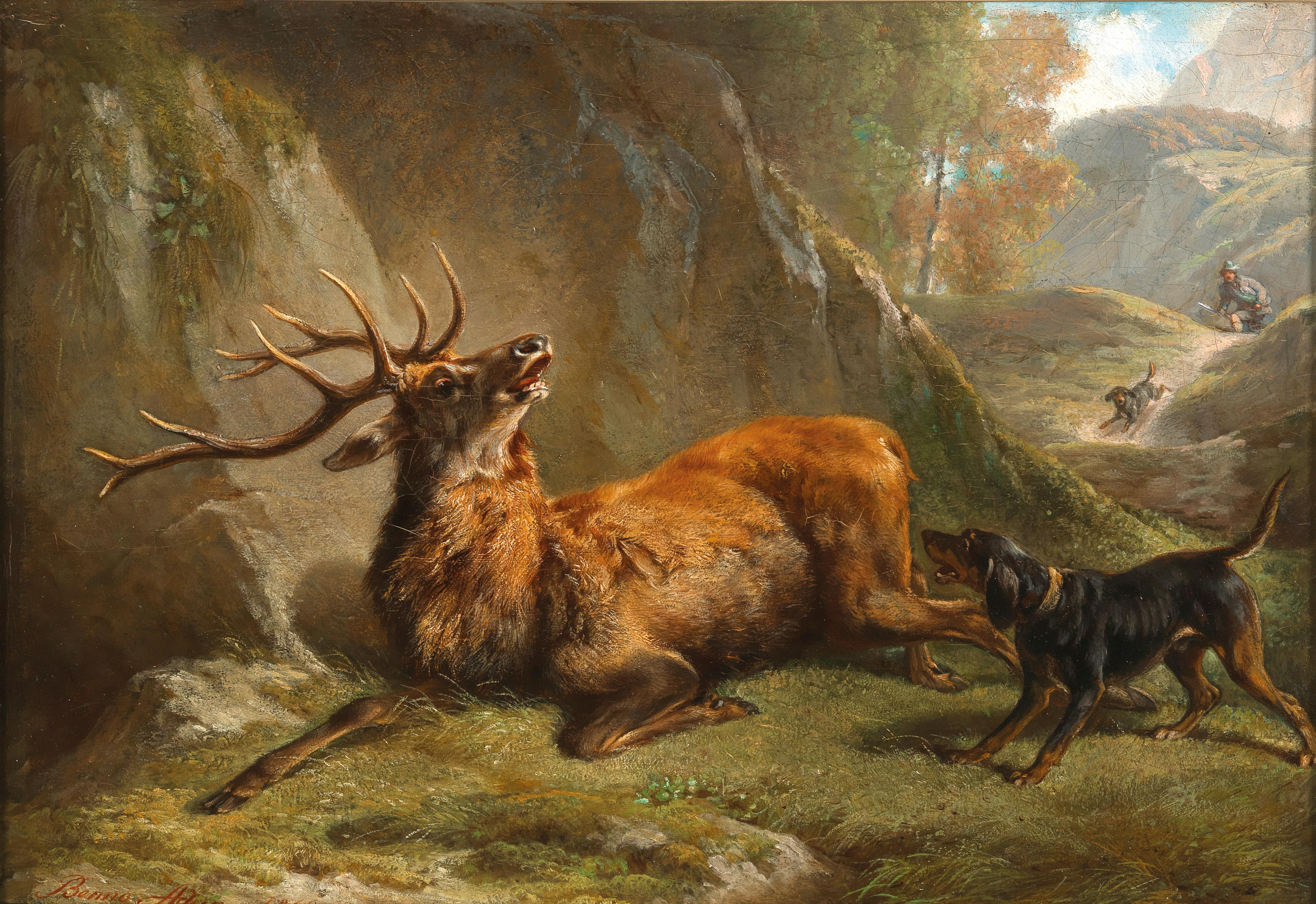
Загнанный олень
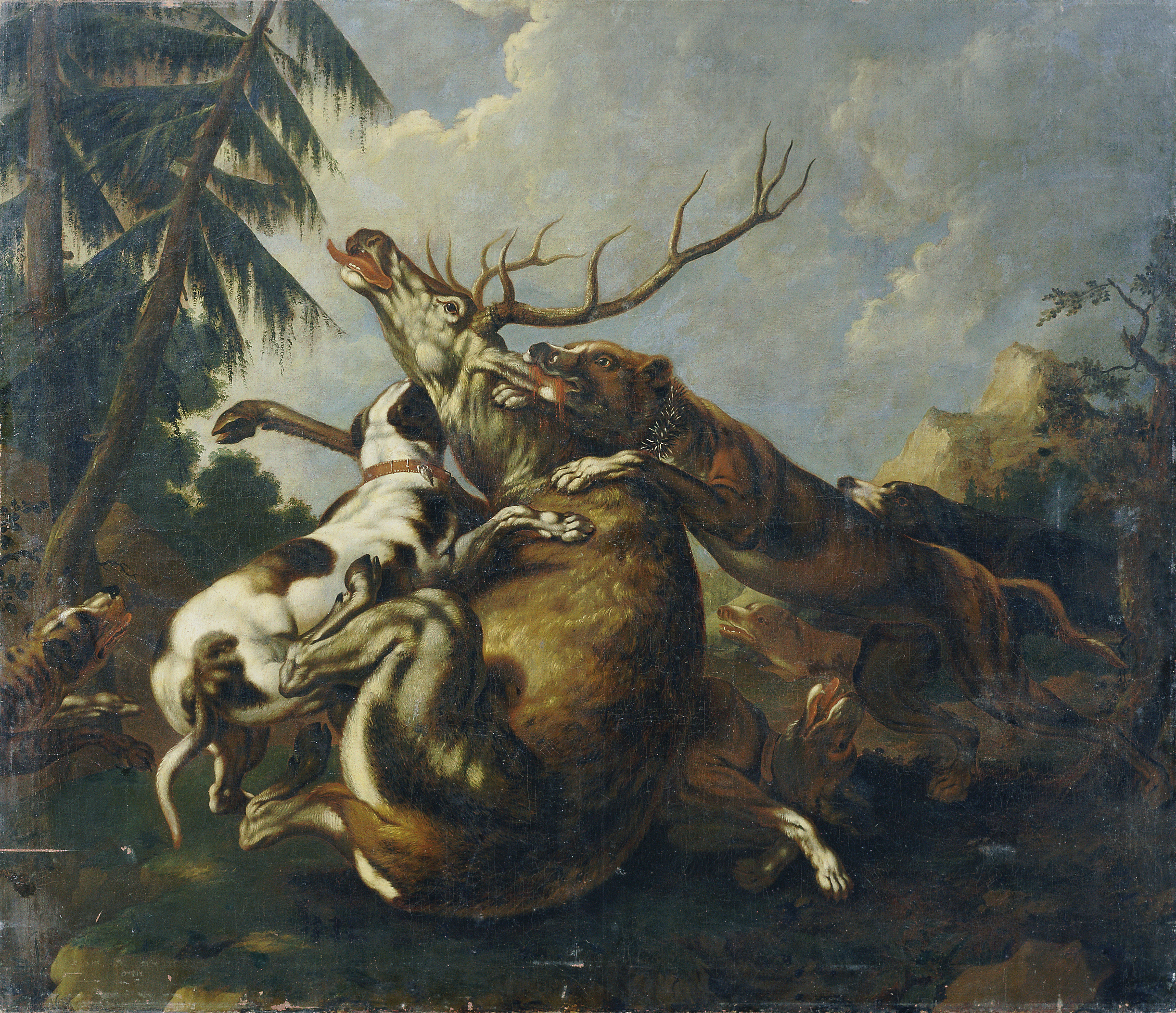
Охота на оленя